# Agapetes buxifolia
Agapetes buxifolia är en ljungväxtart som beskrevs av Thomas Nuttall och William Jackson Hooker. Agapetes buxifolia ingår i släktet Agapetes och familjen ljungväxter. Inga underarter finns listade i Catalogue of Life.

## Bildgalleri

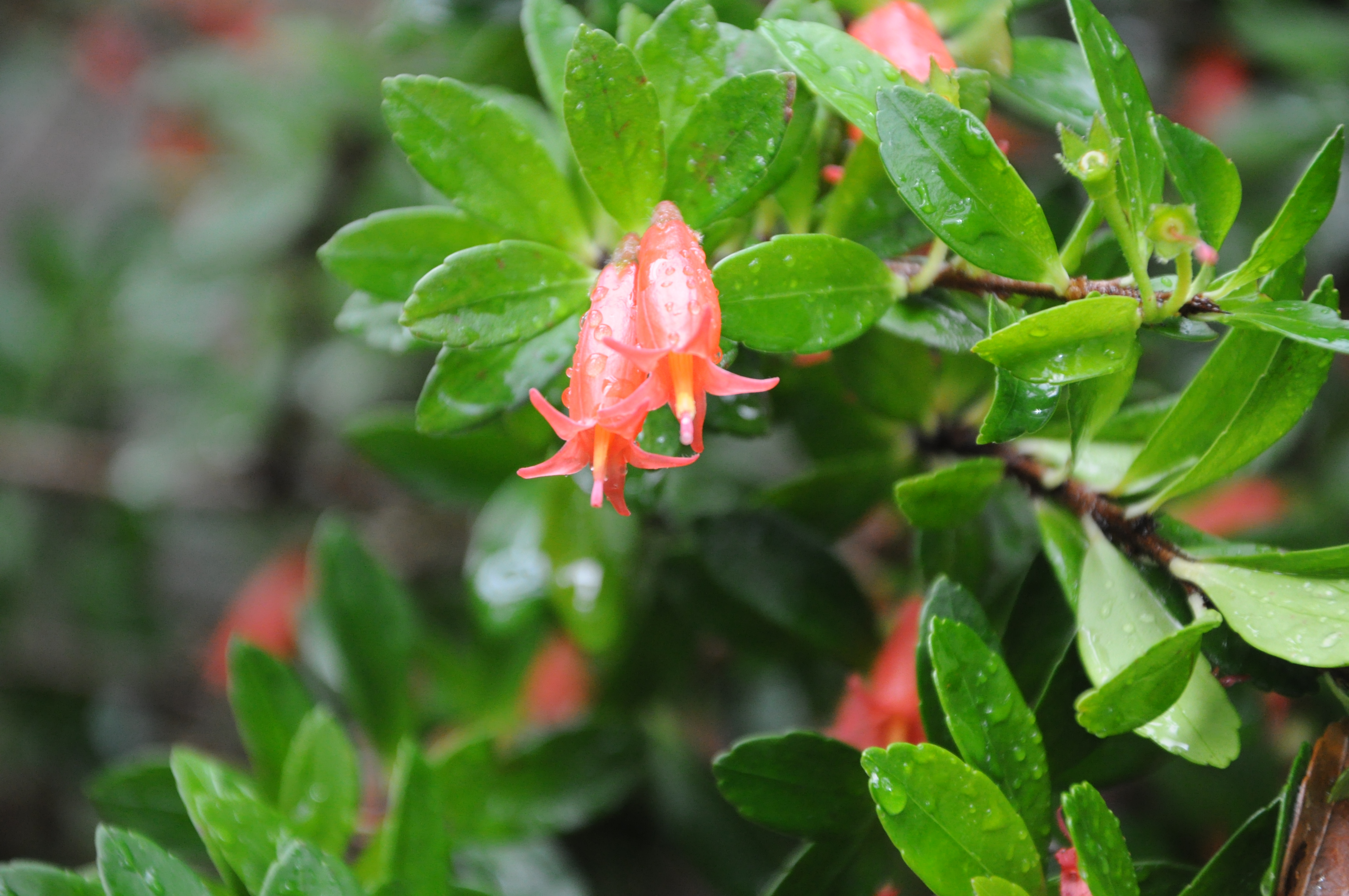
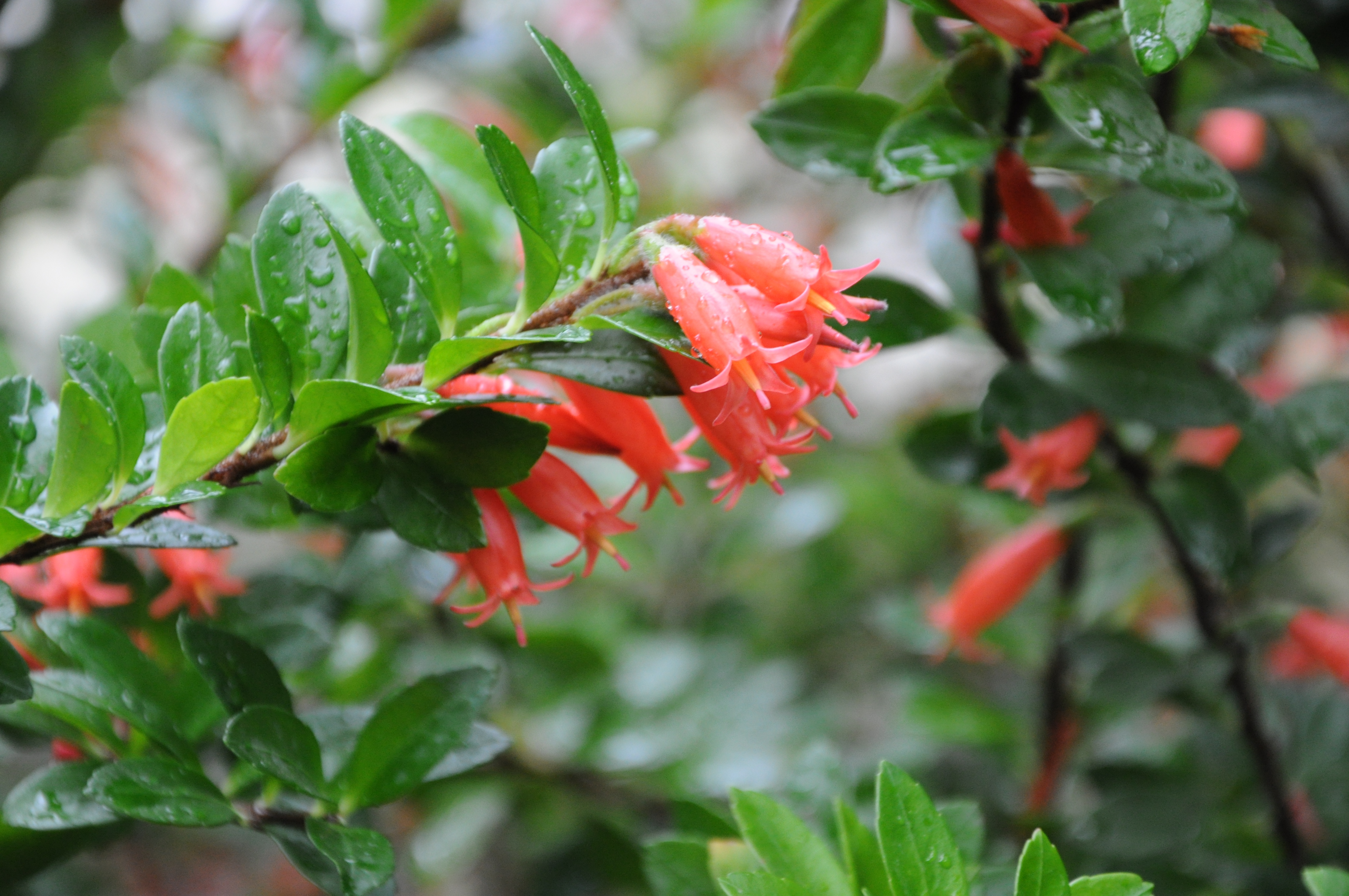